# 난징 전투

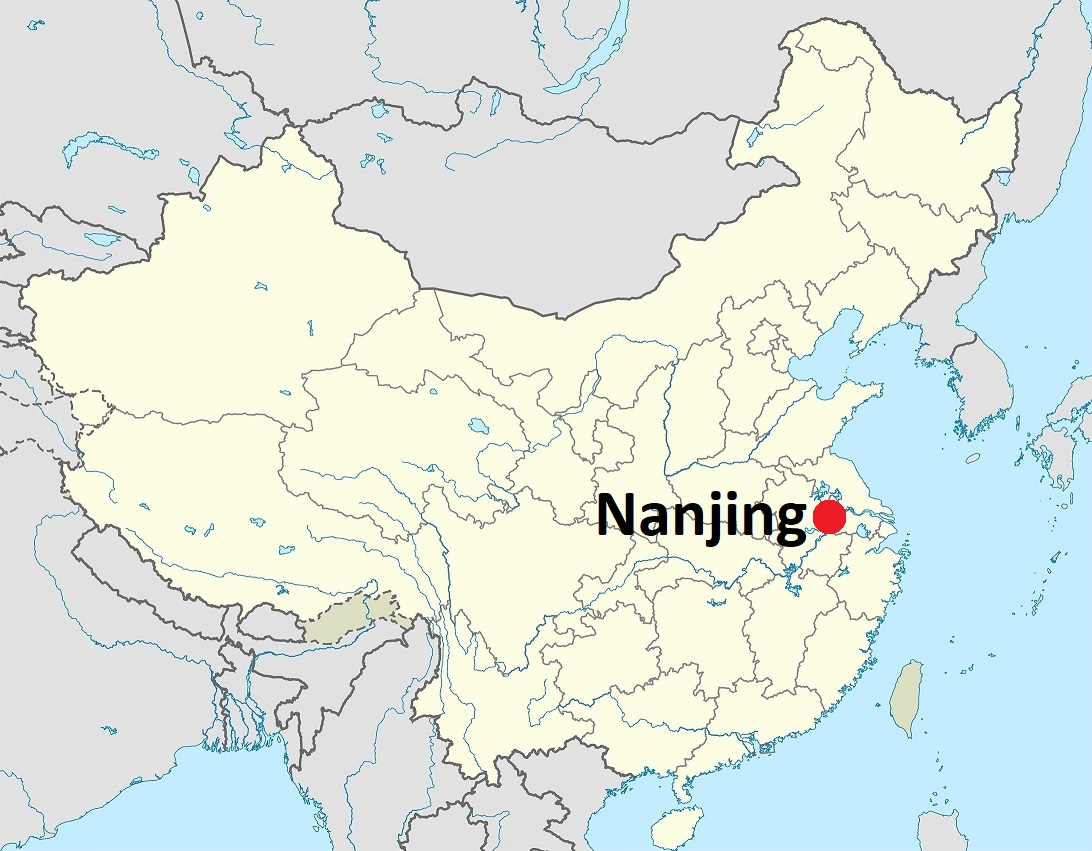
난징시의 위치. 장쑤성의 성도이며 옛 중화민국의 수도.

난징 전투(영어: Battle of Nanking, 중국어: 南京保卫战, 일본어: 南京戦, ナンキンせん 난킨센[*], 1937년 12월 1일~ 1937년 12월 13일)는 1937년 7월 7일부터 1945년 9월 2일까지 벌어진 중일전쟁의 초기에 발발했던 전투로 중국 국민혁명군과 일본 제국 육군 간 전투이다. 당시 중화민국의 수도였던 난징의 통치를 놓고 일어난 전투로 12월 13일 중화민국 난징을 점령한 일본 제국은 6주간에 걸쳐 난징대학살을 자행하게 된다.

## 배경
일제는 1931년 만주사변의 결과로 일제는 괴뢰국인 만주국을 세워서 만주지역을 점령하고 있었다. 이러한 상황에서 1937년 7월 7일 만주지역의 국경지대이자 당시 중화민국의 국경지대에 있던 루거우차오 다리에서 일제와 중화민국 사이에 전투가 벌어지고 이를 계기로 중일전쟁이 시작된다.
일제는 이후 1937년 7월 28일 베이징을 점령하고 이틀 후 톈진까지 차례로 점령하며 기세를 높였고 같은 해 11월 26일 당시 중국의 산업시설 밀집지역이자 중국 근대화의 총 집결지였던 상하이마저 일제에게 함락되자 일제는 기세를 높여 중화민국의 수도이자 국민당군의 본부가 있던 난징을 향해 진격한다.

### 중국의 입장
만주사변에 이어 루거우차오 사건으로 일본의 침략이 다시 시작되자 장제스는 특단의 조치를 취할 필요가 있었다. 그것은 중국공산당과의 협력이었다. 1937년 7월 13일 장제스는 저우언라이와 보구, 린보취를 비롯한 중국공산당 최고 지도부와 협상을 맺었다. 협상에서 장제스는 공산당의 독자적인 사령부의 설치를 허가했으며 중국공산당은 3개 사단 4만5000명과 중국 시베이 지방의 쑤이위안성을 포함한 중국 북부의 여러 요충지를 지킬 지방 부대 1만 명을 제공하겠다고 약속했다. 그렇게 중국 국민당과 공산당은 일제라는 공공의 적에 대항하기 위해 다시 국공합작을 하게 되었다.
12월 초 상하이가 함락되자 장제스는 수도인 난징을 포기할 경우 전 세계에서 중국이 굴욕적으로 비춰질 것임을 알고 있었다. 이에 스탈린에게 지원요청을 하기도 주중 독일 대사 오스카 트라우트만과 면담을 통해 일제와의 평화 회담에서의 중재를 요청하기도 하며 국제사회의 협력을 이끌어 내고자 했으나 장제스의 모든 노력은 이루어지지 않았다.

### 일본의 입장
난징은 일본의 전략적 목표는 아니었다. 일본은 이미 상하이라는 중국 최대의 항구 도시를 차지했으며 난징 점령은 단지 상징적인 의미만 있을 뿐이었다. 본래 일제는 국민당 통치 구역을 장악하기보다는 화베이에서의 지배권을 강화하려는 목적으로 루거오차오 사건을 일으켰으나 중국의 강한 저항 의지와 함께 장제스가 창장강 하류에서 새로운 전선을 열고 전쟁을 확대하자 일제는 강력한 공격으로 조기에 중국의 저항 의지를 꺾고자 했다. 그러나 전쟁은 일본의 예상보다 장기화되었고 특히 상하이를 함락시킬 때 4만명 이상의 사상자가 발생하자 일본은 중화민국의 수도인 난징으로 진격해야 할지 더 이상의 전선의 확장을 멈출 것인지 결정해야 했다.

## 전개[4][5]

### 11월 15일
일본군 제 10군은 군사령관 야나가와 헤이스케 중장 임석 하에 막료회의를 열어 군 주력으로 독단 남경 추격을 감행하기로 결정하였다. 이는 제 10군에 할당된 작전지역을 무단으로 벗어나는 것으로 군 중앙에 대한 명백한 명령위반이었다.
중국 국민정부군사위원회는 난징에서 최고국방회의를 열어 국민정부를 충칭으로 천도할 것을 결정함과 함께 남경방위작전의 방침을 결정했다.

### 11월 18일
장제스는 탕성즈를 남경방위전의 최고지휘관으로 임명하였다.

### 11월 19일
일본군 제 10군에서 참모본부로 “집단(제 10군)은 19일 아침, 전력을 다해 난징을 향한 추격을 명령함”이라고 하는 보고가 도착했다.

### 11월 20일
일본에서는 천황 직속의 최고 전쟁지도기관인 대본영이 설립되었다.
장제스는 수도를 충칭으로 이전할 것을 선포하면서 남경방위군 사령부 편성과 방위군 배치 명령을 내리고 난징 성 진지의 진지공사 개시를 명령하였다.

### 11월 24일
일본의 중지나방면군에서 참모본부로 “신속하게 사변을 해결하기 위해 현재 적의 퇴세를 틈타 난징공략을 요한다”라고 하는 의견서가 도달했다. 이에 참모본부의 시모무라 제1부장은 다다 참모차장을 설득하여 중지나방면군의 작전지역을 제한하고 있는 제령선의 철거를 지시했으나 다다 참모차장은 전선의 확대를 우려하여 중지나방면군 참모장 앞으로 난징 방면으로는 진격하지 않도록 전보를 보냈다.

### 11월 27일
시모무라 부장은 중지나방면군 참모장 앞으로 “이 부대(중지나 방면군)에 대해서는 난징공략을 실행할 굳은 결의 아래 순조롭게 심의 중에 있음. 아직 결재를 얻지는 못했으나 우선은 양해해주시길”이라고 내부 연락을 했고 이에 방면군 참모장으로부터 “지금 막 귀하의 연락을 받고 안심했다. 용감하게 그 뜻에 따르겠다”는 연락을 받았다.

중지나방면군•상해파견군•일본군 제10군 상급 지휘관들의 야심으로 인해 중앙군의 정식 명령 없이 난징으로의 진격이 시작되고 일본의 대중매체도 이들의 난징진격에 편승하여 「난징 성에 일장기가 휘날릴 때까지」라는 보도전투를 벌여 국민의 전의고양을 꾀하였다. 난징으로 진격하는 황군의 연전연승이라는 눈부신 첩보가 연일 보도되는 가운데 국민의 승전•축하 분위기가 필요이상으로 과열되었다. 일이 여기까지 이르자 11월 28일 난징공략을 강하게 반대했던 다다 참모차장도 결국 난징공략에 동의하게 되었다.

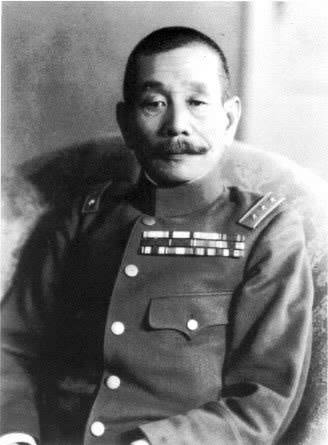
중지나 방면군 최고사령관. 마쓰이 이와네

### 12월 1일
대본영은 “중지나방면군 사령관은 해군과 협동하여 적국의 수도 난징을 공략하라”는 난징공략 명령을 내리고 중지나방면군의 독단전행을 정식으로 추인했다.

### 12월 4~5일
일본의 제 16사단과 제9사단은 난징의 행정구 구용현으로, 제114사단은 율수현으로, 제6사단과 구니자키 지대는 고순현으로 돌입하여 난징전구에서의 전투가 개시되었다.

### 12월 6일

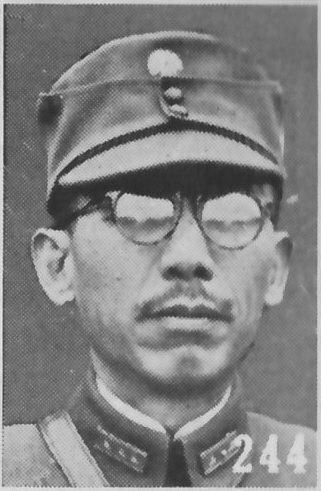
남경방위군 최고사령관. 탕성즈

일본군은 난징 외곽의 방어진지를 거의 점령하고, 전선부대는 난징 성 진지를 향해 공격을 개시했다. 일본군 부대와 남경방위군 외곽 수비대 사이에서 치열한 전투가 벌어지는 한편 장강을 거슬러 온 일본 해군의 함정들이 난징의 배후를 차단했고, 일본 폭격기들은 난징 시가지를 폭격했다. 중국 공군기도 이에 맞서며 난징의 상공에서는 수십 대의 전투기들이 뒤엉켜 공중전을 벌였다.

### 12월 7일
아침, 장제스 부부는 측근과 함께 비행기를 타고 남경을 빠져나갔다.

### 12월 8일
일본군은 난징 성 인근 조룡산-막부산-자금산-우화대의 진지 인근으로 접근하여 포위망을 형성하였다.

### 12월 9일
일본은 남경방위군에게 투항권고문을 난징 성 내 8개소에 투하했다.

### 12월 10일
투항권고를 거부한 남경방위군 사령관 탕성즈는 남경방위군에 결사항전의 의지를 전달했다.
“본군은 복곽진지에서 남경고수 최후의 전투에 몰입했다. 각 부대는 진지와 존망을 함께 하기로 결심하고, 사수하기 위해 전력투구하라고” 하명하고 지령 없이 조금이라도 진지를 포기한 것은 군법에 근거하여 엄벌에 처한다고 전했다.
오후 1시 이와네 마쓰이 중지나방면군 사령관은 난징 성 총공격을 하명했다. 일본 육군의 총공격과 함께 해군 항공대의 폭격으로 난징 성 공방전이 시작되었다.

### 12월 12일
장제스로부터의 철수명령이 내려졌고 탕성즈는 하루 뒤에 철수를 실시하겠다는 철수명령을 작성했다.
일본군은 난징 성의 사방을 완전히 에워싸고 맹공을 펼쳤다. 남경성의 중화문 서측, 중산문 남측 성벽이 파괴되고 일본군이 성벽을 점령한 뒤 성내로 진입하였으며 독가스를 넣은 포탄을 중국군 진지를 향해 발사하며 중국군의 방어선을 무너뜨렸다. 그러자 남경방위군 내에서는 전투에 패배하여 도망가거나 퇴각하는 병사들이 많아져 동요와 혼란이 일어났다. 남경방위대의 사령부 간부들은 병사들을 두고 먼저 탈출했고 무너진 지휘계통과 떨어진 사기는 병사들의 퇴각에 박차를 가했다.
병사들은 배낭, 탄약, 벨트, 소총, 수류탄, 군복을 벗어던지고 도주하기 시작했고 성내의 주민들은 식량과 침구류 등을 등에 가득 짋어지고 퇴각하는 부대 뒤를 쫓아 난징 탈출을 시도했다. 일몰이 되자 방대한 수의 병사들과 피란민들이 읍강문을 향하는 도로를 가득 메웠다. 읍강문 앞에는 남경방위군 36사단 부대가 사령관의 명을 받아 퇴각부대의 통과를 저지하기 위해 진을 치고 있었는데 이들은 도강을 시도하는 병사를 무력으로 저지하였고 그 과정에서 서로 총격전을 벌이는 비극을 낳았다.

### 퇴각하는 병사들과 주민들
병사들이 퇴각하는 주요 간선도로인 중산로에서 불과 몇 야드 밖에 떨어지지 않은 교통부의 100만 달러짜리 청사에 방화했을 때, 지옥을 방불케 했다. 그곳은 탄약고로 사용되고 있어 불이 포탄•폭탄창고에 이르렀을 때 무서운 폭음이 밤 하늘을 관통했다. 총탄과 포탄의 파편이 높게 모든 방향으로 새된 소리를 내며 흩어져 강가에 이르는 도로를 배회하는 군중의 공포와 혼란을 더욱 가중시켰다. 타오르는 청사는 드높게 거대한 불길에 휩싸여 무섭게 열을 뿜어냈다. 공포에 빠진 군중의 행렬이 주저하며 걸음을 멈추었고, 교통은 정체되었다. 트럭, 대포, 오토바이 등과 말이 끄는 수레가 맞부딪히며 뒤엉키는 한편, 뒤에서는 계속 앞으로 밀고 들어오는 것이었다.

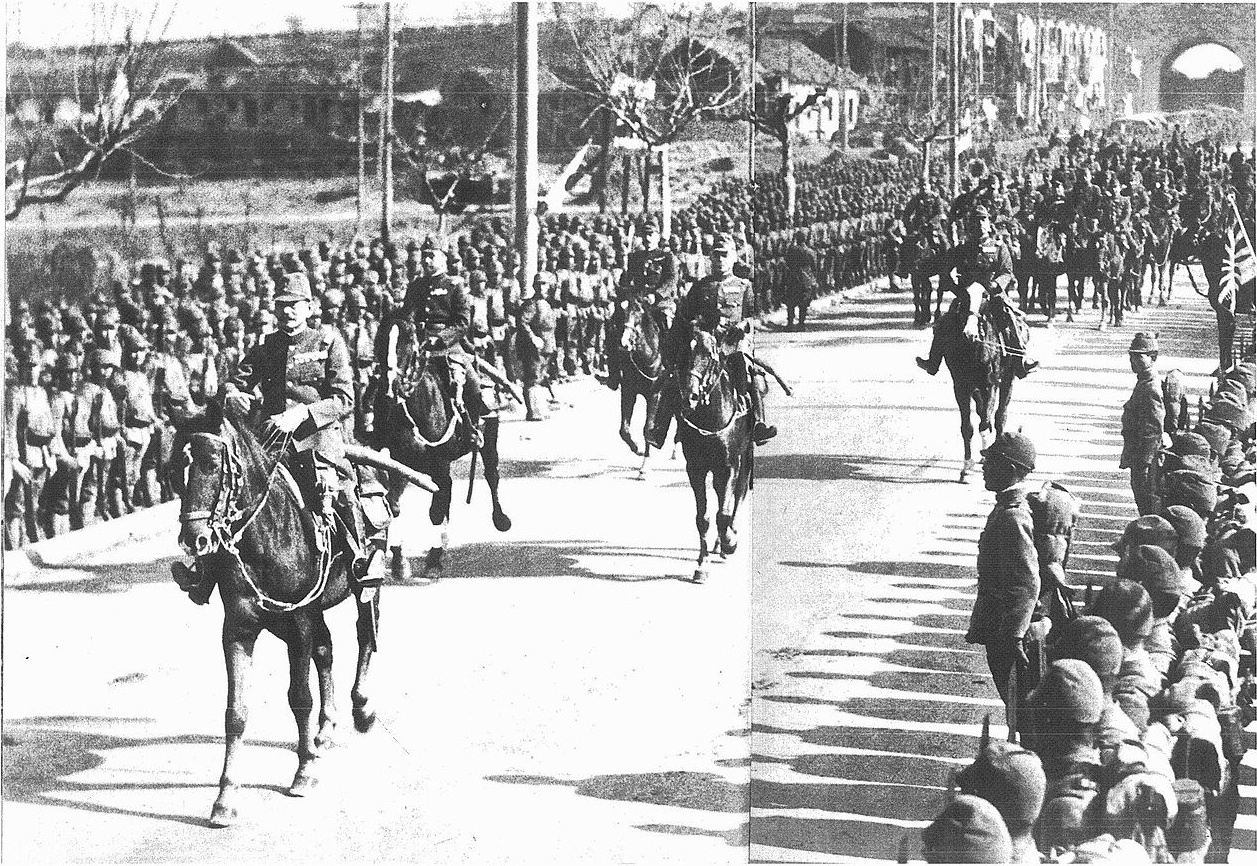
난징 성으로 입장하는 일본군

(『시카고•데일리 뉴스』 1938년 1월 3일, 『미국 관계 자료 편』)
그러나 부두에는 사령장관부를 중심으로 일부 부대가 철수하기 위해 선박을 사용해서 더 이상 장강을 건널 수 있는 선박이 남아있지 않았다. 일본군에 의해 몰렸다는 패닉에 휩싸인 수만명에 달하는 군인과 피란민들은 뗏목, 통나무, 판자 부스러기에 몸을 의지하여 1.5킬로미터 폭의 장강을 건너고 있었다. 밤이 되자 기온은 영하로 떨어지고 장강의 수온은 얼음처럼 차가웠다. 장강을 건너는 대부분은 물살에 말려들거나 추위로 체력이 고갈되어 가라앉고 있었다.

(가사하라 도쿠시, 「남경방위군의 붕괴에서 학살까지」)

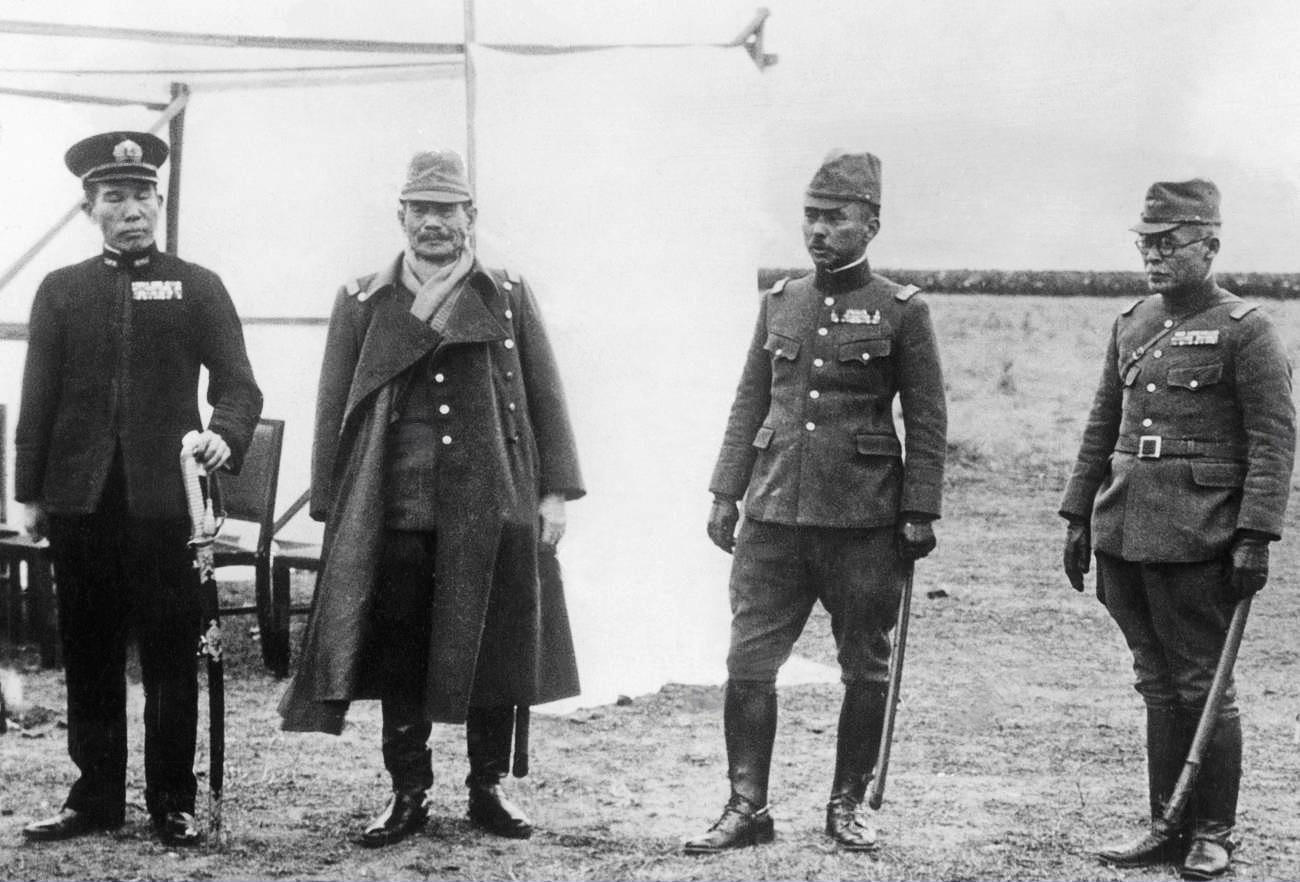
승전 퍼레이드 중 마쓰이 이와네

### 12월 13일
자정이 지나자 성 일대의 포성과 총성이 멈추고 난징의 전장은 정적에 빠졌다. 남경방위군의 모든 조직적인 저항은 와해되었고 오후 4시, 일본군 제 16사단이 난징 정부 청사를 점령하고 일장기를 내걸었다. 난징 성은 마침내 함락되었다.

### 12월 17일
난징 전투가 종료되고 마쓰이 이와네 대장은 난징 시가지에서 군대를 행진시키며 승전 퍼레이드를 벌였다.

## 결말

### 난징 대학살
중국인이라면 누구든 과녁이 될 수 있었다. 일본군은 사람들을 밧줄로 묶은 채 끌고 가서 무더기로 기관총 사격을 가한 뒤 등유를 뿌리고 소각했다. 수천수만의 사람들이 생매장을 당하거나, 더러는 구덩이에 목까지 파묻혀 군견들에게 잔인하게 공격당했다. 다른 사람들은 차가운 호수에 내던져진 뒤 얼어 죽었다. 일본 군인들은 중국인을 총검 훈련용으로 썼다. 목판 위에 시민들을 못으로 박아 놓고 차로 그 위를 돌진했다. 처결을 하기 전에 수족을 절단하고 배를 갈라 창자를 드러내고 눈알을 파냈다. 일부 사람들에게는 산을 뿌리고, 혀를 묶어 매달아 놨다. 예전에 병원이었던 곳에서는 '통나무'라고 불린 중국인을 대상으로 의학 생체 실험을 하며 세균과 독약을 주사했다. 수많은 여성들이 젊든 늙었든, 임신을 했든 병이 들었든 물불을 가리지 않는 일본 군인들에게 강간당한 뒤 살해되었다. 일부 살육자들은 여자들의 음부에 막대기를 쑤셔 넣었다. 임산부의 배를 갈라 태아를 꺼냈다. 다른 여자들은 일본 병사들의 성적 만족을 위해 세워진 이른바 위안소에 끌려갔다. 일본군은 그녀들을 '공중화장실'이라고 불렀다.
(조너선 펜비, 「장제스 평전」)
참호에서 난을 피했던 소집단이 끌려나와 변두리에서 사살당하거나 척살당했다. 그 후 시체는 참호에 밀어 넣어 묻어버렸다. 경우에 따라서는 꽁꽁 묶인 병사부대 집단에게 전차의 포구가 향하는 경우도 있었다. 가장 일반적인 사형방법은 소총을 사용한 사살이었다.
연령과 성별에 관계없이 일본군은 민간인도 사살했다. 소방관이나 경찰관은 종종 일본군에 의해 희생되었다. 일본병사가 다가오는 것을 보고 흥분하거나 공포에 사로잡혀 뛰쳐나가는 사람은 누구든 사살당할 위험이 있다.

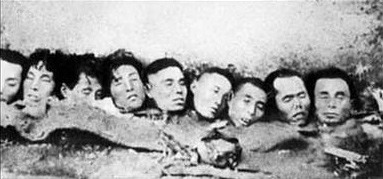
난징대학살 당시 학살당한 중국인들

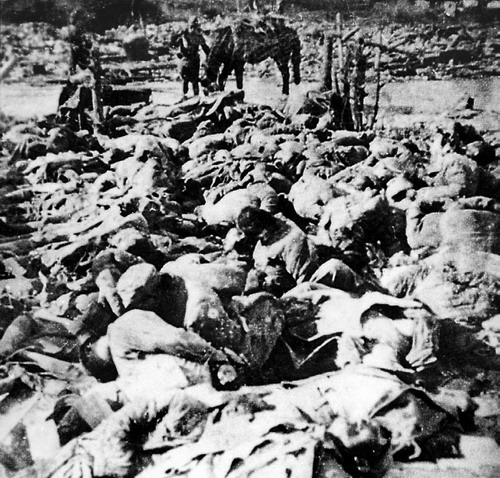
난징대학살 당시 학살당한 중국인들의 시체

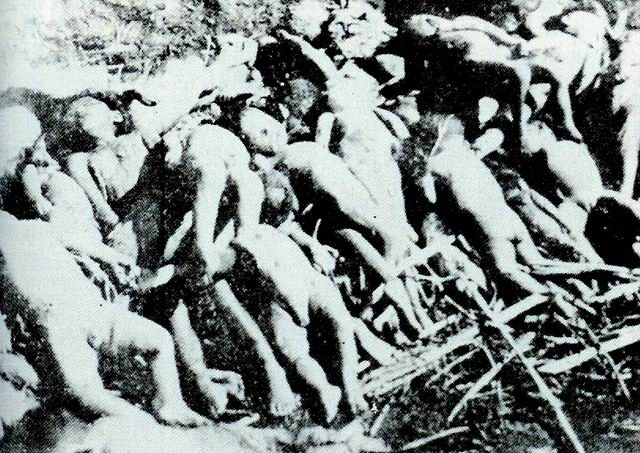
난징대학살 당시 학살당한 중국인들의 시체

(『뉴욕타임즈』 1938년 1월 9일, 『미국 관계 자료 편』)
난징 전투가 끝난 뒤 일본군에게 식량보급은 없었다. 따라서 현지징발은 약탈의 형태로 이루어지고 있었고 포로에게까지 먹일 식량이 없었다. 그렇기에 모든 포로를 살해해버리고 만 것이다. 난징이 함락된 다음 날인 12월 14일 사사키 도이치 지대장은 "보병 제 30여단 명령-각 부대는 담당지역을 소탕해 중국병사를 격멸하라. 각 부대는 사단의 지시가 있을 때까지 포로를 받지마라"고 고정식으로 하명했다. 만국평화회의에 따르면 이미 군대의 형태와 전의를 상실한 패잔병 대군에게 투항을 권고하고 포로로서 처우해 줄 필요가 있었다. 하지만 일본군이 이들에게 행한 것은 몰살이었다.

남경 방위전의 결과 15만명의 남경방위대 중에서 탈출에 성공한 병사들은 2만 명도 채 되지 못했다. 남은 병사들은 그대로 일본군의 포로가 되었다. 히로히토 천황의 숙부이자 상해파견군 사령관인 아사카 야스히코 친왕은 와병 중이던 마쓰이를 대신하여 지휘권을 장악한 뒤 “모든 포로를 죽여라”라고 비밀 명령을 각 부대에 전달했다. 그러나 이러한 학살은 포로에만 그치지 않았다. 일본군은 12월 13일부터 6주간 중국군의 포로를 포함하여 주민 약 30만명에 대하여 학살과 강간, 약탈 등을 자행했다.
난징전투에서 일본군은 극도의 흥분상태에 도달하여 도덕적 절제력을 잃어버렸고 그것이 난징대학살이라는 끔찍한 결과로 이어졌다. 순진한 신병도 청년 장교도 3개월이면 살인 기계가 되었고 악마가 되었다.
일본 육군사관학교를 갓 졸업하여 39사단 232연대에 배속받아 중국으로 온 도미나가 쇼조 소위가 처음 자신의 부하들과 대면했을 때 도미나가는 크게 놀라지 않을 수 없었다.
"부하들의 눈은 마치 악마의 눈 같았다. 그것은 사람의 눈이 아니라 표범이나 호랑이 같은 맹수의 눈이었다."
그런 도미나가 쇼조도 조금씩 사람 죽이는 법을 배웠다. 더 이상 부하들의 눈빛이 악마의 눈빛으로 보이지 않았다. 그에게도 이런 잔혹 행위는 일상적인 일이 되어갔다. 그는 그의 회고록에서 이렇게 썼다.
"착한 아들, 훌륭한 아버지, 다정한 오빠였던 사람들이 전장에 나와서는 양심의 가책없이 다른 사람들을 죽인다. 살인마로 변해 가는 것이다. 모든 사람들이 세 달만에 악마로 변해버렸다."
잔혹한 전장에서 생존자는 아무도 없었다. 패잔병은 포로가 되어 죽었고 많은 주민들이 일본군의 장난감이 되어 학살당하고 윤간당했다. 한편 일본군은 전장에서는 승리하였지만 그들에게서 인간의 모습은 더 이상 찾아볼 수 없었다. 그들을 인간이라고 부를 수 있는 사람은 아무도 없었다. 이렇게 전쟁은 어느 쪽에게도 지옥으로 다가온다.

## 평가

### 중국에 대한 평가
일주일에 걸친 전투에서 남경방위대는 병력의 규모, 질, 무기의 질 등 여러 측면에서 압도적으로 열세한 상황에서 그래도 용전한 반면 일본군은 쉽게 승리할 것이라는 예상과 달리 끝까지 고전을 면치 못했다. 탕성즈는 비겁하게 부하들을 버리고 도주했으나 중국의 많은 고위 지휘관들이 난징과 운명을 같이 하였다.

### 탕성즈에 대한 평가
탕성즈가 남경방위대 사령관으로 부임하며 끝까지 난징을 사수하겠다고 하며 비장한 모습을 보인 것에 비해 탕성즈는 유능하게 병력을 이끌지는 못했다. 심지어 남경방위대의 병력 대부분이 상하이에서 온 패잔병과 헌병, 경찰, 비정규군, 노무자 등 온갖 부대에서 끌어 모은 잡군이었으며 체계적인 훈련을 받지 않은 상태였다. 탕성즈는 난징 교외의 주택이나 건물을 모조리 불태우고 모든 병력을 성내에 배치하였다. 난징 성에 13미터의 두께, 25미터의 높이의 성벽이 있었다고 하더라도 구시대의 성벽은 중포와 전차, 항공포격 앞에서는 무의미했다. 오히려 모든 병력을 성내에 배치한 탕성즈의 전략은 자신들을 가두는 족쇄가 되었으며 성내 공격에 유리한 고지를 점령한 일본군의 포격에 속수무책으로 당할 수 밖에 없었다. 만약 탕성즈가 난징 성 주변에 있는 유리한 방어 거점을 활용해 지연 전술과 유격전을 펼쳤다면 보급이 원활하지 않았던 일본군은 고전을 면치 못했을 것이다.
또한 탕성즈는 난징 성 뒤쪽에 놓인 다리를 파괴하고 선착장의 배도 모조리 파괴하여 결사항전의 의지를 보였는데 이는 오히려 전투에 패배한 병사들과 주민들의 퇴로를 차단하였으며 중국군이 서로를 향해 총격전을 벌이고 무고한 주민들을 사경에 몰아넣은 비극적인 장면을 연출했다. 반면 탕성즈를 비롯한 지휘사령부는 끝까지 병력을 지휘하지 않고 남아 있는 선박으로 미리 탈출하였으며 그로 인해 남경방위군의 지휘체계가 완전히 무너지게 되었다. 이러한 점으로 보았을 때 탕성즈는 그의 무능과 비열함으로 수많은 남경방위군과 주민들을 죽음에 몰아넣었으며 그 결과로 발생한 난징대학살에 대해서도 책임을 피할 수 없고 오히려 이를 방조한 것이나 다름없다고 볼 수 있다.

#### 탕성즈의 말로
부하들을 버리고 도망친 탕성즈는 우한으로 돌아왔지만 패배의 책임을 지고 모든 직위에서 해임되어 고향에서 한동안 은거하다 국공 내전 말기 공산당으로 전향하여 공산군이 후난 성을 무혈점령하는 데 큰 공을 세웠다. 이후 후난 성 부주석과 국방위원회 위원 등을 맡았으나 문화대혁명이 일어나자 우익으로 몰려 모든 직위에서 쫓겨났고 어린 홍위병들에게 구타를 당한 후 비참하게 병사하였다.

### 일본에 대한 평가
수만명의 전사자가 발생한 남경방위대에 비해 적은 사상자를 내며 전략적으로 완전히 승리한 일본이었지만 군 기강이 해이하고 문란했던 일본군은 병력과 병기의 우월에도 불구하고 남경방위대를 쉽게 꺾지 못했다. 또한 난징 성이 함락되고 전투가 끝났음에도 일본군은 포로들과 힘 없는 민간인들에 대한 무차별적 학살과 폭행, 방화, 강간을 자행했다. 난징 교외에 거대한 구덩이를 파고 그 앞에 포로들을 줄지어 세워 놓은 채 기관총을 난사하였으며 일본도로 한 사람씩 차례로 참수한 다음 목을 모아놓고 기념사진을 찍기도 하였다. 심지어 노다 쓰요시 소위와 무카이 도시아키 소위는 ‘100인 목 베기’ 시합을 벌이기도 했다.
이렇게 일본은 전략적으로 완전히 승리하였지만 이후 벌인 행각으로 인하여 국제사회에서의 비난을 피할 수 없게 되었다. 또한 나치 전범들이 전범재판에서 재판을 받고 처벌을 받거나 평생 도망자 신세로 살아가고 있는 것에 비해 일본의 전범들은 아직까지도 일본 정부의 비호 하에 아직도 평화롭고 안락하게 살고 있다. 이들은 국제 법정에 서거나 보복에 대해 걱정할 필요도 없고 그저 작가들이나 기자들에게 제2차 세계대전의 잔혹상에 대해 들려주며 살아간다.

## 대중매체에서

### 난징! 난징!
루 추안 감독의 2009년 영화 《난징! 난징!》은 난징 성이 일본군에게 함락되고 난징 대학살로 이어지는 비극적인 역사의 한 장면을 사실적으로 묘사한 흑백영화이다. 특히 영화의 앞부분에서 난징 전투에서 패배하고 도망치는 병사들과 그들을 막는 병사들 간의 유혈충돌이 벌어지는 장면과 중국인들에 대한 일본군의 서슴치 않은 폭력적인 장면이 매우 사실적으로 묘사되었다.

### 존 라베- 난징 대학살
플로리안 갈렌바르거 감독의 2014년 영화 《존 라베- 난징 대학살》은 제 2차 세계대전 당시 독일 지멘스사 지사장으로 중국 출장 중 수력발전 설비를 운영하고 있던 존 라베라는 실존 인물을 바탕으로 각색한 영화이다. 존 라베가 중국에서 수력발전 설비를 운영하던 중 일본이 만주를 점령하게 되고 지멘스사에서는 그를 본국으로 돌아오라고 하지만 존 라베의 환송식이 있던 날 갑작스런 일본군의 공습이 시작된다. 존 라베는 중국인 직원들을 회사 안으로 피신시키고 동맹국인 일본의 잔인한 살상에 안전 지대를 만들어 중국인들을 살리기 위해 노력한다.

### 진링의 13소녀
장이머우 감독의 2013년 영화 《진링의 13소녀》는 잉글먼 신부의 장례를 위해 본국에서 온 장의사 존이 성당에서 수녀원 학교의 소녀 13명과 부상당한 중국군들을 돌보는 과정에서 존의 눈에 비추어지는 일본군의 만행을 고발하는 영화이다. 1937년 12월 13일, 일본이 중국 대륙을 침략한 후 난징까지 입성하자 중국 대륙은 무자비한 살육이 판치는 죽음의 땅이 되어간다. 이 시기 난징의 윈체스터 대성당에는 미처 피난을 떠나지 못한 수녀원 학교의 소녀 13명이 남아 돌아가신 잉글먼 신부의 장례를 위해 장의사를 기다리고 있다. 장의사 존이 죽을 고비를 넘기고 성당에 도착하고 일본군의 총칼을 피해 술집여인들과 중국군 부상병들까지 성당에 숨어들면서 위태로운 이들의 동거가 시작되고 제네바 조약으로 안전지대로 보호받아야 할 성당까지 무력으로 위협하는 일본군의 만행에 존은 분노를 느끼기 시작한다.

## 같이 보기
- 2차 세계대전
- 중일전쟁
- 난징대학살
- 난징
- 상하이 전투
- 국공합작

## 참고문헌
- 박한제•김형종•김병준•이근명•이준갑(2015년 11월 20일). 《아틀라스 중국사》. (주)사계절출판사
- 래너 미터(2020년 3월 26일). 《중일전쟁: 역사가 망각한 그들》. 글항아리
- 가사하라 도쿠시(2017년 3월 15일). 《남경사건》. 어문학사
- 이시카와 요시히로(2013년 1월 25일). 《중국근현대사3 혁명과 내셔널리즘》
- 카토 요코(2012년 10월 2일). 《만주사변에서 중일전쟁으로》. 어문학사
- 기세찬(2013년 8월 20일). 《중일전쟁과 중국의 대일군사전략(1937-1945)》. 경인문화사
- 권성욱(2015년 2월 10일). 《중일전쟁: 용, 사무라이를 꺾다 1928~1945》. 미지북스
- 조너선 펜비(2014년 11월 21일). 《장제스 평전》. (주)민음사
- 레이 황(2009년 12월 16일). 《장제스 일기를 읽다》. 도서출판 푸른역사
- 아이리스 장(2014년 4월 15일). 《역사는 누구의 편에 서는가: 난징대학살, 그 야만적 진실의 기록》. 미다스 북스
- 장카이웬(2016년 3월 15일). 《예일에서 도쿄까지: 난징대학살의 증거를 찾아서》. 도서출판 보고사
- 장롄홍•쑨자이웨이(2019년 7월 15일). 《난징대학살 진상과 역사기록을 담다》. 민속원
- David P. Barrett(2008년 9월 9일). 《China in the Anti-Japanese War, 1937-1945: Politics, Culture and Society》
- 양단위(2014년 12월). 《난징대학살을 잊는 것은 또 한번의 대학살이다》. 관훈저널 겨울호 통권 133호